# Nyctobia vernata
Nyctobia vernata là một loài bướm đêm trong họ Geometridae.